# Скуя, Линардс
Ли́нардс Ску́я (латыш. Linards Skuja, род. в 1952 году, Рига) — советско латвийский физик. Хабилитированный доктор наук по физике. Академик Латвийской академии наук. Ведущий исследователь Института физики твердого тела ЛУ. Исследования Скуи используют производства оптическосветовых труб. 

## Публикации
- Skuja, L. Optically active oxygen-deficiency-related centers in amorphous silicon dioxide. JOURNAL OF NON-CRYSTALLINE SOLIDS. 239:16-48, 1998
- Skuja, L. The origin of the intrinsic 1.9 EV luminescence band in glassy SiO2. JOURNAL OF NON-CRYSTALLINE SOLIDS. 179:51-69, 1994
- Skuja, L. Direct single-to-triplet optical-absorption and luminescence excitation band of the twofold-coordinated silicon center in oxygen-deficient glassy SiO2. JOURNAL OF NON-CRYSTALLINE SOLIDS. 167:229-238, 1994